# Terre-de-Haut
Terre-de-Haut (Guadeloupe-Kreolisch: Tèdého) ist eine Gemeinde mit 1479 Einwohnern (Stand 1. Januar 2022) und eine Insel im französischen Überseedépartement Guadeloupe.
Sie liegt wie ihre Nachbargemeinde Terre-de-Bas auf einem separaten Archipel, den Îles des Saintes oder auch Les Saintes genannt, im Karibischen Meer, südlich der beiden Hauptinseln von Guadeloupe.
Der höchste Punkt ist die Bergspitze des Morne du Chamenau auf 309 m. ü. M.
Wichtige Einnahmequellen sind der Tourismus und die Fischerei.
Unter den historischen Monumenten, von denen es in Terre-de-Haut mehrere gibt, befinden sich das Fort Napoléon des Saintes und das Fort Caroline, die als Festungen längst ausgedient haben, sowie der botanische Garten Jardin exotique du Fort Napoléon.

## Einzelnachweise

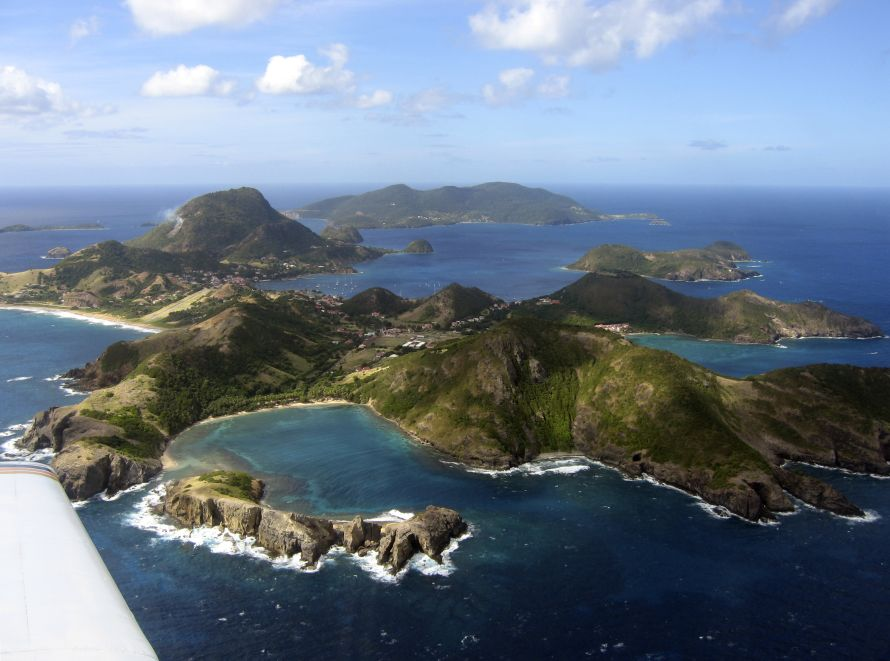
Terre-de-Haut, hinten: Terre-de-Bas
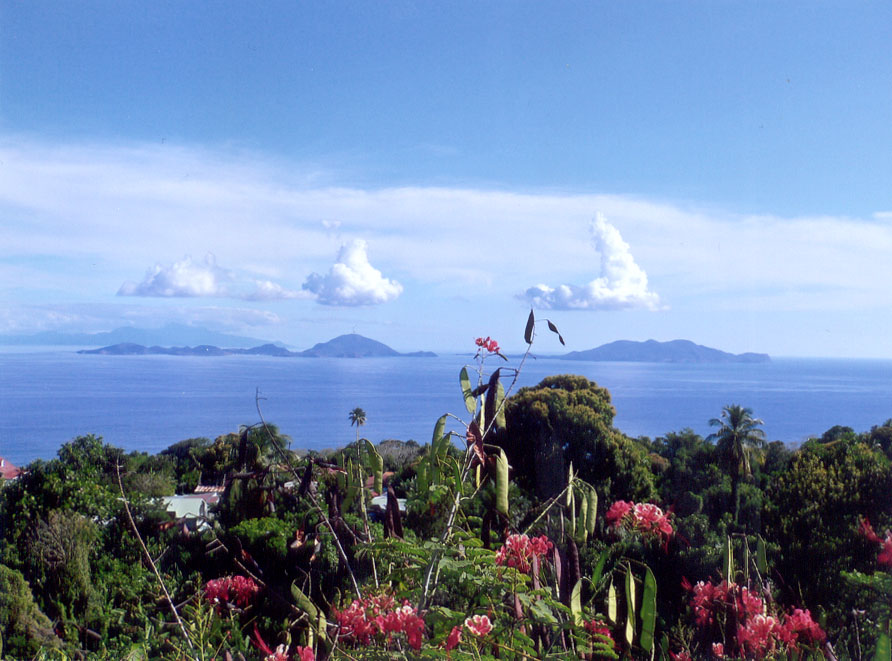
Îles des Saintes von Basse-Terre aus; links Terre-de-Haut, rechts Terre-de-Bas
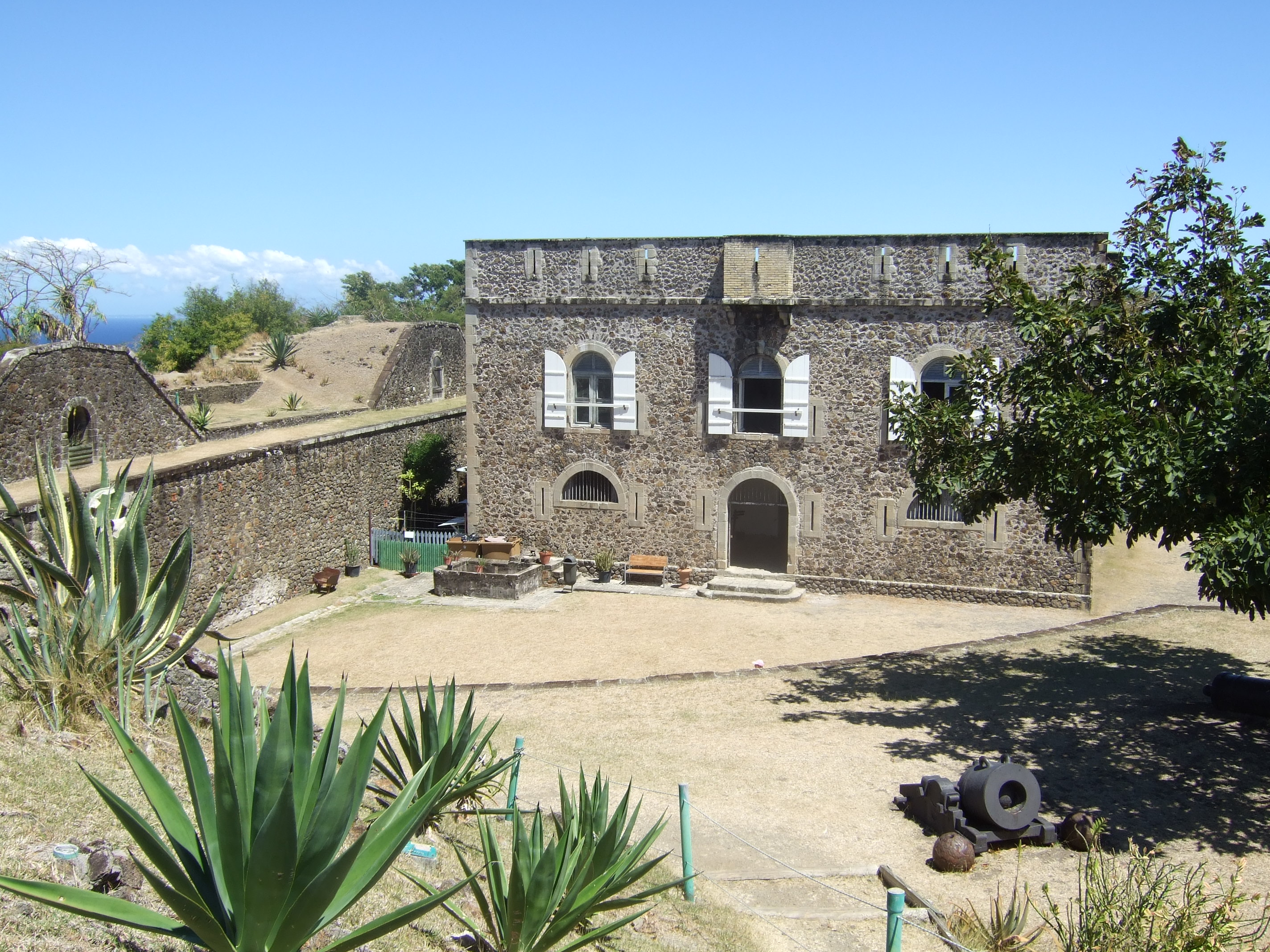
Fort Napoléon des Saintes